# Metoponrhis remanei
Metoponrhis remanei är en fjärilsart som beskrevs av Edward P. Wiltshire 1973. Metoponrhis remanei ingår i släktet Metoponrhis och familjen nattflyn. Inga underarter finns listade i Catalogue of Life.